# Can Batlle
El actual Molí de Can Batlle es una masía de la localidad de Can Batlle, municipio de Vallirana, Barcelona, protegida como bien cultural de interés local y centro 
de interpretación del patrimonio de la localidad. Es un edificio emblemático de la localidad y un edificio que presenta al máximo la edificación catalana de la época.

## Historia
El molino de Can Batlle se remonta a finales del s. xv, datación corroborada por las restas de cerámica que fueron encontradas durante una excavación arqueológica a principios del dos mil.
A partir del año 1602 se comenzó a construir, adosada al molino, la masía de "Can Batlle". Batlle es un apellido documentado en Vallirana desde el siglo anterior, concretamente en 1533, Jaume Balle figura como una de las once cabezas de casa del municipio.
Con la construcción de la masía, el molino fue modificado y se pavimentó la sala de las muelas, aprovechando muelas rotas del molino originario, más pequeñas y delgadas.
En 1659 se construyó la muela volandera, de la cual se conserva una mitad. Sobre mediados del siglo XIX el molino medieval acabó sin ser usado y se construyó un segundo molino harinero de dos muelas, movido por una rueda de cajones o noria, de 10 metros de diámetro y con una capacidad de producción mucho más elevada. Este nuevo molino funcionó hasta principio de los años 20. El uso de energía eléctrica hizo que los molinos dejaran de usarse, se cerrasen y se tapiaran. Estos molinos estaban casi desaparecidos hasta que el Ayuntamiento de Vallirana decidió adquirirlos para evitar su definitiva desaparición.

## Actualidad
Actualmente la masía consta de un museo donde se pueden visitar algunos de sus elementos originarios, como por ejemplo: La cocina, la chimenea, el lavamanos, una cuadra, una balsa y el patio, así como también diferentes exposiciones de artistas.
También es usado para clases y cursos enfocados a las artes: Desde pintura cerámica o esmalte entre otros. Tiene la oficina de turismo municipal y oficinas.